# Pårtetjåkkå
Pårtetjåkkå ou Bårddetjåhkkå est un sommet du massif de Pårte, dans le parc national de Sarek, en Laponie suédoise. Le sommet culmine à 2 007 m d'altitude ce qui en fait le dixième plus haut sommet du pays. Près du sommet se trouve la station scientifique construite par Axel Hamberg en 1911.

## Station météorologique
Durant les plusieurs années, Axel Hamberg et ses employés vivaient exclusivement sous des tentes lors des visites estivales dans l'intérieur de Sarek. Un peu plus tard, il a construit une cabane pour des recherches hivernales puis un observatoire météorologique, situé à 1 830 mètres d'altitude, en 1911 avec quatre autres bâtiments similaires mais plus petits sur le chemin vers la station : à Pårek, Skårkas, Tjågnoris (transféré à Jokkmokk en 1947) et Litnok. Ils étaient tous construits en tôle sur des ossatures en bois. Le météorologue Hilding Köhler y travailla de 1914 à 1916 et a été inspiré par ses observations pour se lancer en physique des nuages.